# آيت إزدك
آيت أزدك أو آيت إيزدك (بالإنجليزية: AIT IZDEG)‏ هي جماعة قروية تابعة لإقليم ميدلت ضمن جهة درعة تافيلالت بالمغرب. بلغ مجموع عدد سكان  آيت أزدك  حسب إحصاءات 2004 حوالي 8431 نسمة من بينهم 24 أجنبي يعيشون في 1503 أسرة.